# 1xBet
1xBet es una empresa de juegos de azar en línea con licencia de eGaming License en Curazao.  Fue fundada en 2007 y tiene su sede en Chipre.  
La organización opera un modelo de negocio de franquicia.Tras las revelaciones sobre las finanzas de la empresa, no se le permite operar en varios países, entre ellos: Estados Unidos, Reino Unido, Rusia, Francia y España. Se han emitido órdenes de arresto internacionales contra los tres fundadores de la empresa, uno de los cuales habría muerto en Suiza en 2023.En medio de estas controversias, la compañía cambió su enfoque hacia África, Sudamérica e India.
1xBet es uno de los casinos en línea más grandes del mundo y acepta apuestas en eventos deportivos amateurs, incluidos deportes infantiles, transmitidos en vivo a través de su sitio web.La empresa también ha aceptado apuestas sobre peleas de gallos. Pese al carácter controvertido de la empresa, es patrocinador del FC Barcelona hasta 2029 y del Paris Saint-Germain hasta 2025.

## Historia
La empresa fue fundada en Rusia por Roman Semiokhin, Dmitry Kazorin y un exagente de inteligencia ruso llamado Sergey Karshkov (fallecido en junio de 2023). En 2021, su compañía había ganado más de 655 millones de dólares estadounidenses en juegos de azar ilegales.
En marzo de 2020, 1xBet confirmó la expansión de la empresa en el mercado mexicano tras la aprobación de su licencia operativa. La marca también anunció su plan de centrarse en el mercado de apuestas de deportes electrónicos en el país latinoamericano.
En marzo de 2022, 1xBet se expandió al mercado chileno al firmar un acuerdo de asociación con el campeonato de fútbol chileno, pasando la compañía a formar parte de los 138 partidos de la temporada 2022.
En junio de 2023, 1xBet fue nombrado "Operador de apuestas deportivas del año" en los premios SiGMA Americas. En octubre, el músico congoleño Maître Gims se convirtió en embajador de la marca.
Desde noviembre de 2023, la plataforma de juegos 1xBet recibe la visita de más de 3 millones de usuarios registrados cada mes.En diciembre de ese año, 1xBet comenzó a ofrecer a los apostadores cameruneses la opción de recibir ganancias en efectivo y realizar apuestas en línea, fuera de línea o elegir una opción híbrida. La empresa ofrece múltiples métodos de pago y mercados de apuestas para satisfacer las diferentes preferencias y mejorar la comodidad general de los usuarios.
En marzo de 2024, 1xBet redujo los montos mínimos de depósito y retiro para los clientes en la República del Congo.
A pesar de los procesos penales en varios países, 1xBet ha conseguido importantes contratos de patrocinio; por ejemplo, seguirá siendo patrocinador del FC Barcelona hasta 2029 y patrocinará al FC Paris Saint-Germain desde la temporada 2022-23 a la 2024-25. A partir de 2024, el número medio mensual de visitantes a su plataforma supera los 5 millones y la empresa ha superado la primera ronda de solicitudes de licencia para operar legalmente en Brasil.

## Controversias
Tras una investigación realizada por The Sunday Times en 2019, la Comisión de Juegos del Reino Unido (UKGC) rescindió la licencia de 1xBet tras revelarse su participación en "la promoción de un "casino Pornhub", apuestas en deportes infantiles y peleas de gallos, así como publicidad en sitios web ilegales".
1xBet figura en la lista negra de procesadores de pagos de Rusia y del Servicio de Impuestos Federales.
En 2024, Bellingcat y la plataforma Josimar informaron que 1xBet supuestamente organizó miles de juegos amateurs transmitidos en vivo en los que participaron equipos falsos y menores de edad de hasta 14 años.

## Investigación criminal
A principios de 2020, se tomó conciencia de una práctica ilegal,por lo que las autoridades rusas emitieron una orden de arresto internacional.Más tarde, en agosto de 2020, la Dirección del Comité de Investigación de la región rusa de Briansk publicó los nombres de los presuntos creadores de 1xBet: “Sergey Karshkov”, “Roman Semiokhin” y “Dmitry Kazorin”. Los tres poseeían ciidudanía chipriota. El trío es sospechoso de organizar la casa de apuestas en línea 1xBet y está acusado en un proceso penal, con pena de prisión. Se han incautado varios bienes en Rusia por un valor total de 1500 millones de rublos.
En 2021, el bufete de abogados Parlan anunció la búsqueda de víctimas de 1xBet en Rusia. La empresa ha organizado un servicio para presentar solicitudes al comité de investigación y presentaron una demanda contra el propietario de la versión rusa de 1xBet: la casa de apuestas 1xStavka.
En 2023, la Brigada Nacional de Policía Judicial de Marruecos (BNPJ) abrió una investigación masiva sobre 1xBet, entre otros sitios web de juegos de azar, acusados de operar una empresa de juegos de azar ilegal tras una denuncia de MDJS.
En noviembre de 2021, la filial de 1xBet, 1хCorр MV, se declaró en quiebra en un tribunal de Curazao tras negarse a reembolsar a un grupo de jugadores representados por la fundación para las víctimas de juegos de Curazao. La empresa se declaró en bancarrota en junio de 2022, pero siguió operando. Los particulares afirman que 1xBet niega estructuralmente las ganancias legítimas de los jugadores con millones de euros en ganancias no pagadas. En enero de 2023, 1xCorp MV fue declarada en quiebra por el Tribunal Supremo de los Países Bajos.